# Дон (радиолокационная станция)
«Дон» — навигационная радиолокационная станция (НРЛС) судового базирования с антенным постом. Предназначалась для освещения навигационной обстановки и решения навигационных задач. НРЛС принята на вооружение в 1957 году.

## Описание
НРЛС «Дон» работает в диапазоне 3 см; может обнаруживать надводные объекты на расстоянии до 50 миль, воздушные — на расстоянии до 25 миль. Установлена на ряде проектов советских военных кораблей и гражданских судов. Антенна НРЛС размещается на специальной площадке мачты или на высокой подставке. Дальность обнаружения объектов зависит от высоты установки антенны над уровнем моря.